# Agabus amoenus
Agabus amoenus är en skalbaggsart som beskrevs av Semyon Martynovich Solsky 1874. Agabus amoenus ingår i släktet Agabus och familjen dykare.

## Underarter
Arten delas in i följande underarter:
- A. a. sinuaticollis
- A. a. amoenus